# Георг Томас
Георг Томас (на немски: Georg Thomas) е германски генерал от пехотата на Вермахта, участвал в опита за убийство на фюрера Адолф Хитлер от 20 юли 1944 г.

## Биография
Роден е на 20 февруари 1890 г. в семейството на производител. На 1 септември 1908 г. влиза в имперската армия. През 1910 г. е повишен в лейтенант, служи в 63-ти пехотен полк.
По време на Първата световна война служи в няколко пехотни полка, като е ранен.
Награден е с Железен кръст 2-ра и 1-ва степен, Pour le Mérite и Значка за раняване.
След съкращаването на армията остава да служи в Райхсвера, в седалището на четвърта пехотна дивизия, разположена в Дрезден. От 1930 г. е началник на щаба на снабдяването с боеприпаси.
Той смята, че икономическата подготовка за войната е не по-малко важна от обучението на войските. На 1 ноември 1934 г. той е назначен за ръководител на икономическата група за военен контрол на Министерството на войната. От 1 януари 1938 г. е генерал-майор, а след това ръководител на Икономическия отдел на Върховното главно командване на Въоръжените сили на Германия.
На 14 август 1939 г. представя на Вилхелм Кайтел подробен доклад, който анализира степента на готовност на икономиката на Третия райх за война и стига до заключението, че Германия не е в състояние да проведе кратка война и конфронтация срещу водещите европейски сили. Хитлер, след като се запознава с доклада на Томас пренебрегва предупреждението, като казва, че съюзник на Нацистка Германия през следващата война ще бъде Съветския съюз.
След края на Втората световна война, с намерението да спаси страната от унищожение след премахването на Хитлер, търси съмишленици в командването на Вермахта, но спира да се опитва, когато главнокомандващия на армията Валтер фон Браухич съобщава на шефа на Абвера, адмирал Вилхелм Канарис и Томас едва не е арестуван.
Продължавайки да търси решаване на проблема с икономическата подкрепа за първата фаза на войната, Томас има известен успех. За тези заслуги на 1 януари 1940 г. той е повишен в генерал-лейтенант, а на 1 август 1940 г. - генерал от пехотата.
След инвазията на Съветския съюз, Томас многократно е на проверка на Източния фронт, а след това казва на фон Браухич за недопустимостта за кланетата над цивилни, извършени в окупираните територии от Вермахта и Вафен-СС, на което отговора е, че задължението на германския войник е да се подчинява на фюрера.
От 6 май до 20 ноември 1942 г. е начело на управлението на военната индустрия на Министерството на оръжията, където работи по въпросите на икономическата експлоатация на окупираните територии.

### Заговор от 20 юли
При разследването на неуспешния опит за убийство на 20 юли 1944 г. са открити документи, които показват връзката му с някои от заговорниците. На 11 октомври 1944 г. Томас е отстранен от длъжност и арестуван от Гестапо.
Въпреки че няма доказателства за неговото участие, той е изпратен директно в концентрационен лагер Флосенбюрг. На 20 април 1945 г. е прехвърлен в Дахау, а след това – в лагер в Южен Тирол.
Освободен е от американските сили на 5 май 1945 г. Георг Томас, чието здраве е сериозно засегнато, прекарва остатъка от живота си във Франкфурт на Майн, където умира на 29 октомври 1946 г.